# Portugal nos Jogos Olímpicos de Verão da Juventude de 2010
Portugal participou dos Jogos Olímpicos de Verão da Juventude de 2010 em Singapura. A equipa portuguesa foi constituída por 19 atletas, que competiram em 10 desportos: natação, atletismo, canoagem, ciclismo, ginástica, remo, vela, ténis de mesa, taekwondo e triatlo.

## Medalhados
| Medalha | Nome          | Desporto  | Prova                | Data         |
| ------- | ------------- | --------- | -------------------- | ------------ |
| Prata   | Mário Silva   | Taekwondo | 63kg masculinos      | 17 de Agosto |
| Bronze  | Ana Rodrigues | Natação   | 50m bruços femininos | 16 de Agosto |

## Atletismo
| Atleta            | Prova                 | Eliminatórias | Eliminatórias | Eliminatórias | Final | Final | Final |
| Atleta            | Prova                 | Tempo         | Clas.         | Geral         | Tempo | Clas. | Geral |
| ----------------- | --------------------- | ------------- | ------------- | ------------- | ----- | ----- | ----- |
| Carlos Nascimento | 100 metros masculinos | 11.02         | 2             | 10 QB         | 10.79 | 1     | 9     |

## Canoagem
| Atleta            | Prova                   | Contra-relógio | Contra-relógio | Ronda 1                                  | Ronda 2 (Repescagem)                        | Ronda 3                                    | Ronda 4            | Ronda 5            | Final              |
| Atleta            | Prova                   | Tempo          | Clas.          | Oponente Resultado                       | Oponente Resultado                          | Oponente Resultado                         | Oponente Resultado | Oponente Resultado | Oponente Resultado |
| ----------------- | ----------------------- | -------------- | -------------- | ---------------------------------------- | ------------------------------------------- | ------------------------------------------ | ------------------ | ------------------ | ------------------ |
| Christina Pedroso | Velocidade K1 feminino  | 1:46.79        | 10º            | RSA Kerry Segal D 1:47.64 (bat. 10)      | CAN Jazmyne Denhollander V 1:46.65 (rep. 1) | RSA Kerry Segal D 1:48.35 (bat. 7)         | Não se apurou      | Não se apurou      | Não se apurou      |
| Christina Pedroso | Slalom K1 feminino      | 1:57.34        | 14º            | UKR Mariya Kichasova D 1:53.90 (bat. 10) |                                             | CZE Pavlina Zasterova D 1:54.18 (bat. 3)   | Não se apurou      | Não se apurou      | Não se apurou      |
| João Silva        | Velocidade K1 masculino | 1:33.68        | 9º             | SLO Simon Brus V 1:32.59 (bat. 8)        |                                             | CUB Renier Mora Jiménez D 1:34.04 (bat. 4) | Não se apurou      | Não se apurou      | Não se apurou      |
| João Silva        | Slalom K1 masculino     | 1:40.42        | 10º            | HUN Sandor Totka V 1:42.73 (bat. 9)      |                                             | FRA Guillaume Bernis D 1:41.11 (bat. 5)    | Não se apurou      | Não se apurou      | Não se apurou      |

## Ciclismo
| Equipe        | Prova                     | Corta-mato | Corta-mato | Contra-relógio | Contra-relógio | BMX  | BMX   | Estrada masculino[n1] | Pontos | Pos. final |
| Equipe        | Prova                     | Fem.       | Masc.      | Fem.           | Masc.          | Fem. | Masc. | Estrada masculino[n1] | Pontos | Pos. final |
| ------------- | ------------------------- | ---------- | ---------- | -------------- | -------------- | ---- | ----- | --------------------- | ------ | ---------- |
| João Leal     | Equipas mistas combinadas |            | 72         |                |                |      |       | 72                    | 260    | 9º         |
| Magda Martins | Equipas mistas combinadas | 30         |            | 40             |                | 40   |       |                       | 260    | 9º         |
| Rafael Reis   | Equipas mistas combinadas |            |            |                | 1              |      |       | 10 - 5 = 5[n2]        | 260    | 9º         |
| Rodrigo Gomes | Equipas mistas combinadas |            |            |                |                |      | 72    | 72                    | 260    | 9º         |

↑  Na prova de estrada apenas a melhor pontuação foi considerada.

↑  Um segundo classificado na prova de estrada masculina é premiado com 10 pontos, mas 5 pontos foram deduzidos porque todos os três ciclistas acabaram a corrida.

## Ginástica artística
| Atleta       | Prova                        | Qualificação | Qualificação | Qualificação | Qualificação | Final         | Final         | Final         | Final         |
| Atleta       | Prova                        | Dificuldade  | Execução     | Total        | Clas.        | Dificuldade   | Execução      | Total         | Clas.         |
| ------------ | ---------------------------- | ------------ | ------------ | ------------ | ------------ | ------------- | ------------- | ------------- | ------------- |
| Filipa Choon | Trave feminina               | 4.600        | 7.800        | 12.400       | 26           | Não se apurou | Não se apurou | Não se apurou | Não se apurou |
| Filipa Choon | Piso feminino                | 4.300        | 7.750        | 12.050       | 25           | Não se apurou | Não se apurou | Não se apurou | Não se apurou |
| Filipa Choon | Barras assimétricas feminino | 2.800        | 7.900        | 10.700       | 32           | Não se apurou | Não se apurou | Não se apurou | Não se apurou |
| Filipa Choon | Salto feminino               | 4.400        | 8.750        | 13.150       | 24           | Não se apurou | Não se apurou | Não se apurou | Não se apurou |
| Filipa Choon | Individual feminina          |              |              | 48.300       | 29           | Não se apurou | Não se apurou | Não se apurou | Não se apurou |

## Natação
| Atleta        | Prova                  | Eliminatórias | Eliminatórias | Eliminatórias | Semi-final    | Semi-final    | Semi-final    | Final         | Final         |
| Atleta        | Prova                  | Temo          | Clas.         | Geral         | Temo          | Clas.         | Geral         | Temo          | Clas.         |
| ------------- | ---------------------- | ------------- | ------------- | ------------- | ------------- | ------------- | ------------- | ------------- | ------------- |
| Ana Rodrigues | 50m livres femininos   | 27.20         | 7             | 20            | Não se apurou | Não se apurou | Não se apurou | Não se apurou | Não se apurou |
| Ana Rodrigues | 50m bruços femininos   | 32.75         | 1             | 4 Q           | 32.30         | 1             | 3 Q           | 32.49         |               |
| Ana Rodrigues | 100m bruços femininos  | 1:15.31       | 7             | 24            | Não se apurou | Não se apurou | Não se apurou | Não se apurou | Não se apurou |
| Ana Rodrigues | 200m bruços femininos  | 2:46.84       | 7             | 18            |               |               |               | Não se apurou | Não se apurou |
| Maria Rosa    | 50m livres femininos   | 28.38         | 7             | 36            | Não se apurou | Não se apurou | Não se apurou | Não se apurou | Não se apurou |
| Maria Rosa    | 100m livres femininos  | 59.45         | 8             | 30            | Não se apurou | Não se apurou | Não se apurou | Não se apurou | Não se apurou |
| Maria Rosa    | 100m bruços femininos  | 1:16.40       | 7             | 26            | Não se apurou | Não se apurou | Não se apurou | Não se apurou | Não se apurou |
| Maria Rosa    | 200m mistos femininos  | 2:24.23       | 5             | 17            |               |               |               | Não se apurou | Não se apurou |
| Gustavo Santa | 100m livres masculinos | 53.76         | 6             | 37            | Não se apurou | Não se apurou | Não se apurou | Não se apurou | Não se apurou |
| Gustavo Santa | 200m livres masculinos | 1:55.69       | 3             | 24            |               |               |               | Não se apurou | Não se apurou |
| Gustavo Santa | 400m livres masculinos | 4:07.01       | 6             | 20            |               |               |               | Não se apurou | Não se apurou |
| Alexis Santos | 50m costas masculinos  |               |               |               | 26.62         | 2             | 4 Q           | 26.86         | 6             |
| Alexis Santos | 100m costas masculinos | 57.45         | 4             | 7 Q           | 58.06         | 8             | 15            | Não se apurou | Não se apurou |
| Alexis Santos | 200m costas masculinos | 2:07.68       | 4             | 13            |               |               |               | Não se apurou | Não se apurou |
| Alexis Santos | 200m mistos masculinos | 2:08.38       | 6             | 19            |               |               |               | Não se apurou | Não se apurou |

## Remo
| Atleta           | Prova                  | Elim.   | Elim.      | Repescagem | Repescagem  | Semifinais | Semifinais    | Final   | Final        |
| Atleta           | Prova                  | Tempo   | Pos.       | Tempo      | Pos.        | Tempo      | Pos.          | Tempo   | Pos.         |
| ---------------- | ---------------------- | ------- | ---------- | ---------- | ----------- | ---------- | ------------- | ------- | ------------ |
| Patricia Batista | Skiff simples feminino | 4:05.64 | 5º(bat. 4) | 4:11.61    | 3º (rep. 2) | 4:19.48    | 5º (sf C/D 2) | 4:16.08 | 3º (Final D) |

## Taekwondo
| Atleta      | Prova               | Pré-eliminatória         | Quartos-de-final             | Semi-final           | Final                     | Clas |
| Atleta      | Prova               | Opposition Result        | Opposition Result            | Opposition Result    | Opposition Result         | Clas |
| ----------- | ------------------- | ------------------------ | ---------------------------- | -------------------- | ------------------------- | ---- |
| Mário Silva | Até 63 kg masculino | BEN Jehudiel Kiki V 18–0 | MDA Vladislav Arventii V 5–3 | TUR Bert Sungu V 5–3 | KOR Byeong Deok Seo D 5–9 |      |

## Ténis de mesa
| Atleta                                                 | Evento           | Preliminares | Preliminares | Preliminares | 2ª fase                                  | 2ª fase | 2ª fase                                  | Quartas-de-final | Semifinais  | Final       | Pos. final |
| Atleta                                                 | Evento           | Grupo        | Confrontos | Pos.         | Grupo                                    | Confrontos | Pos.                                     | Quartas-de-final | Semifinais  | Final       | Pos. final |
| ------------------------------------------------------ | ---------------- | ------------ | --- | ------------ | ---------------------------------------- | --- | ---------------------------------------- | ---------------- | ----------- | ----------- | ---------- |
| Maria Xiao                                             | Simples feminino | C            | ALG Islem Laid V 3-0 (11-5, 11-7, 11-7) THA Suthasini Sawettabut D 2-3 (8-11, 11-8, 6-11, 15-13, 10-12) HUN Mercedes Nagyvaradi V 3-0 (16-14, 11-6, 11-8) | 2º           | AA                                       | PRK Song I Kim D 1-3 (11-7, 1-11, 9-11, 11-13) ROM Bernadette Szocs D 2-3 (12-14, 11-6, 11-3, 3-11, 5-11) HKG Ka Yee Ng V 3-1 (13-15, 11-7, 11-3, 11-8) | 3º                                       | Não avançou      | Não avançou | Não avançou | --         |
| Maria Xiao e BEL Emilien Vanrossomme (Equipe Europa 2) | Equipes mistas   | G            | Intercontinental 3 V 3-0 (3-0, 3-0, 3-0) Europa 6 V 3-0 (3-0, 3-1, 3-2) França D 1-2 (3-0, 1-3, 1-3)                                                      | 2º           | Intercontinental 1 D 1-2 (0-3, 3-2, 2-3) | Intercontinental 1 D 1-2 (0-3, 3-2, 2-3) | Intercontinental 1 D 1-2 (0-3, 3-2, 2-3) | Não avançou      | Não avançou | Não avançou | 9º         |

## Triatlo
| Atleta           | Prova                | Equipa   | Natação | Natação | Ciclismo | Ciclismo | Corrida | Corrida | Total      | Clas. |
| Atleta           | Prova                | Equipa   | Tempo   | Clas.   | Tempo    | Clas.    | Tempo   | Clas.   | Total      | Clas. |
| ---------------- | -------------------- | -------- | ------- | ------- | -------- | -------- | ------- | ------- | ---------- | ----- |
| Miguel Fernandes | Individual Masculino | N/A      | 8:42    | 6       | 28:40    | 7        | 16:58   | 5       | 55:12.47   | 4     |
| Miguel Fernandes | Revezamento          | Europe 1 | 18:58   | 18:58   | 18:58    | 18:58    | 18:58   | 18:58   | 1:19:51.42 |       |
| Raquel Rocha     | Individual Feminino  | N/A      | 10:02   | 15      | 32:58    | 15       | 22:00   | 21      | 1:06:09.22 | 18    |
| Raquel Rocha     | Revezamento          | Europe 5 | 23:05   | 23:05   | 23:05    | 23:05    | 23:05   | 23:05   | 1:23:49.96 | 10    |

## Vela
| Atleta        | Evento             | Regata | Regata | Regata | Regata | Regata | Regata | Regata | Regata | Regata | Regata | Regata | Regata | Total | Posição |
| Atleta        | Evento             | 1      | 2      | 3      | 4      | 5      | 6      | 7      | 8      | 9      | 10     | 11     | M      | Total | Posição |
| ------------- | ------------------ | ------ | ------ | ------ | ------ | ------ | ------ | ------ | ------ | ------ | ------ | ------ | ------ | ----- | ------- |
| Gonçalo Pires | Byte CII masculino | 1      | 8      | 14     | 5      | 16     | 14     | 26     | 11     | 16     | 11     | 3      | 17     | 100   | 10º     |
| Inês Sobral   | Byte CII feminino  | 17     | 8      | 25     | 22     | 6      | 10     | 16     | 5      | 5      | 26     | 10     | 23     | 122   | 15º     |

Notas:
- M - Regata da Medalha
- OCS – On the Course Side of the starting line
- DSQ – Disqualified (Desclassificado)
- DNF – Did Not Finish (Não completou)
- DNS – Did Not Start (Não largou)
- BFD – Black Flag Disqualification (Desclassificado por bandeira preta)
- RAF – Retired after Finishing (Aposentou-se após completar a prova)